# Tamiosoma rariseptatus
Tamiosoma rariseptatus is een zeepokkensoort uit de familie van de Balanidae. De wetenschappelijke naam van de soort is voor het eerst geldig gepubliceerd in 1918 door Pilsbry als Balanus concavus rariseptatus.